# Les 3 Pierrots
 (avril 2019).
 (avril 2019).
Si vous disposez d'ouvrages ou d'articles de référence ou si vous connaissez des sites web de qualité traitant du thème abordé ici, merci de compléter l'article en donnant les références utiles à sa vérifiabilité et en les liant à la section « Notes et références ».

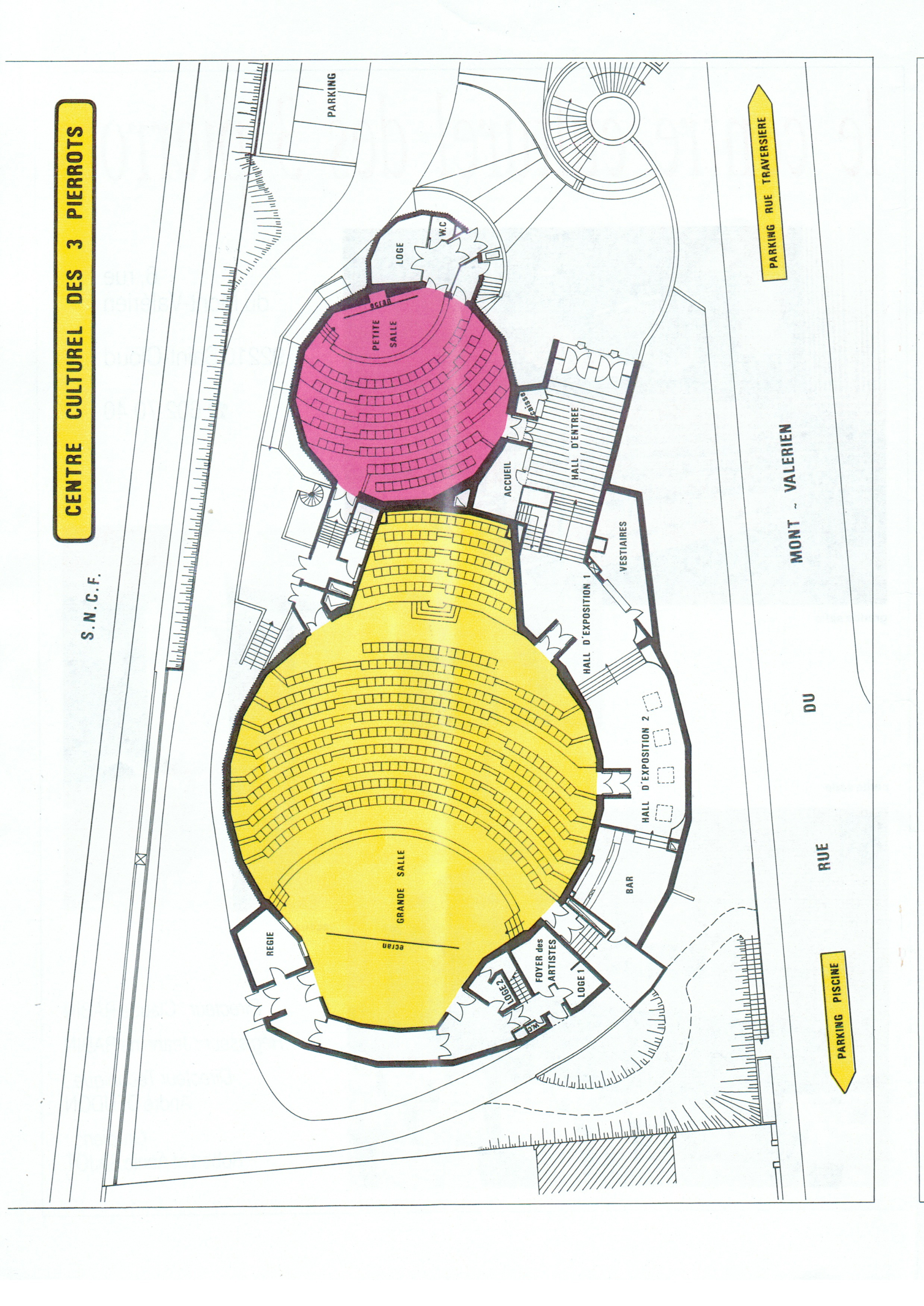
Plan des 3 Pierrots.

Les 3 Pierrots est un cinéma-théâtre municipal situé 6 rue du Mont-Valérien à Saint-Cloud (Hauts-de-Seine). 
L’établissement, propriété de la commune, peut accueillir jusqu’à 600 spectateurs répartis dans ses deux salles : la grande salle Lino-Ventura et le studio Bertrand-Tavernier. Depuis 2025, Nicolas Dussart en assure la direction.

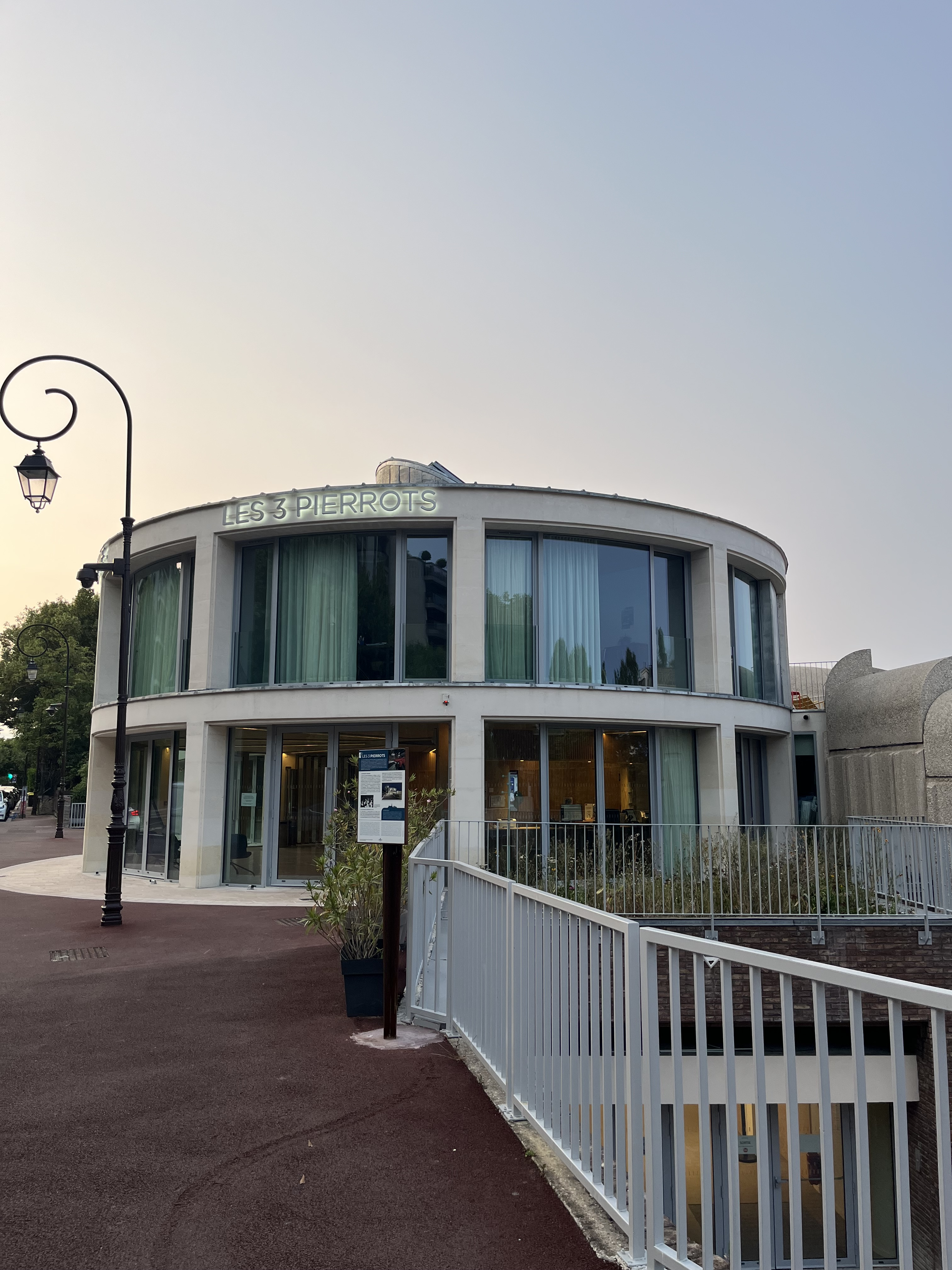
Édifice des 3 Pierrots vu extérieur

## Fonctionnement
Le cinéma-théâtre Les 3 Pierrots dispose de deux salles : ces deux espaces permettent d’accueillir une programmation diversifiée dans des conditions techniques optimales.
- La salle Lino Ventura, dispose de 451 sièges et d'un plateau de forme trapézoïdale. Sa configuration, en gradin, permet une bonne visibilité et un confort maximal pour les spectateurs. Cette salle offre une capacité de 343 places en configuration « cinéma », elle est équipée d’un écran de 12 mètres sur 6.
- Le Studio Bertrand Tavernier, plus intimiste, comprend 133 sièges et offre un rapport scène / salle parfaitement adapté aux petites formes et aux Comedy Club. En configuration « cinéma », il peut accueillir jusqu’à 109 spectateurs.

## Cinéma
En 1977, sur l'emplacement du futur théâtre des 3 Pierrots, Philippe de Broca tourne une scène de Tendre Poulet avec Philippe Noiret et Annie Girardot.

## Histoire
Le cinéma-théâtre Les 3 Pierrots est un établissement culturel municipal de la ville de Saint-Cloud. municipal, conçu dans les années 1980 afin de pallier la fermeture du cinéma, le Régent, qui avait cessé ses activités au début des années 1970. La municipalité souhaite alors doter la commune d’un espace moderne et accessible, dédié à la fois au cinéma et au spectacle vivant. 
Les travaux débutent en 1980 sur un terrain situé entre la rue du Mont-Valérien et la voie ferrée, ayant appartenu à Marie Bonaparte, princesse de Grèce. Le projet est confié aux architectes Durand et Mabileau, chargés de concevoir un équipement polyvalent à vocation culturelle. 
L’établissement ouvre ses portes au public le 5 mai 1981 et est officiellement inauguré le 30 septembre 1982 à l’occasion de la projection des films L'Étoile du Nord de Pierre Granier-Deferre et Le Petit Lord Fauntleroy de Jack Gold. Cette inauguration marque également le lancement du festival d'automne de Saint-Cloud.
Le nom « Les 3 Pierrots » trouve son origine dans une ancienne guinguette située à proximité du pont des 3 Pierrots, rue du Calvaire, proche de la rue du Mont-Valérien. Celle-ci portait à l’origine une enseigne représentant trois moineaux – surnommés « pierrots » dans le langage populaire – avant que l’enseigne ne soit remplacée par trois figures de Pierrot, personnage emblématique de la commedia dell'arte.
Pensé dès l’origine comme un lieu hybride, Les 3 Pierrots conjuguent projections cinématographiques et représentations théâtrales. La programmation théâtrale débute sous l’intitulé « Les Jeudis de Saint-Cloud », succédant aux « Tréteaux de France » qui se déroulaient auparavant dans le parc municipal. Après la disparition du Festival d’Automne, la saison théâtrale s’étoffe et s’ancre durablement dans la vie culturelle du lieu.
Entre 2022 et 2024, Les 3 Pierrots font l’objet d’une importante opération de restructuration menée par le cabinet d’architectes Studio 1984. Le projet s’appuie sur les qualités spatiales et volumétriques du bâtiment d’origine tout en lui apportant une nouvelle identité contemporaine.

## Programmation
Théâtre :
Les 3 Pierrots proposent une programmation éclectique, une sélection de pièces plébiscitées et primées ainsi que des créations plus contemporaines mais également des spectacles musicaux, d’humour ou encore dédiés au jeune public. Autour des spectacles sont organisés tout au long de l’année, des rencontres avec les artistes sous forme de bords de scène, ateliers parents-enfants ou des représentations dédiées au public scolaire.
Cinéma :
Les 3 Pierrots offrent une programmation cinématographique mêlant cinéma d’auteur, grands classiques, documentaires, films jeunesse et retransmissions d’opéras en direct. L’établissement développe également une série de rendez-vous réguliers et thématiques, accessibles à tous les publics.
- La séance NÉON : destinée aux jeunes de Saint-Cloud et des villes, ce ciné-club participatif. Les jeunes spectateurs sont invités à prendre part à l’ensemble du processus, de la programmation à la projection, en passant par l’animation des séances et la gestion technique en cabine.
- Ciné-Goûter : un mercredi par mois à 15 h, une séance spécialement conçue pour les enfants de 3 à 8 ans allie découverte cinématographique (courts-métrages, films d’animation) et ateliers créatifs. Un goûter est offert à l’issue de chaque séance.
- Ciné-Club Mythiques : ce cycle propose de (re)découvrir des œuvres majeures du cinéma, classiques ou plus contemporaines, en version originale. Chaque projection est suivie d’un débat animé par un ou une spécialiste.
- Thé-Ciné : en partenariat avec l’Espace d’animation des Coteaux, dédié aux seniors, ces séances proposent la projection d’un film récent suivie d’un moment convivial autour d’un goûter pour favoriser les échanges.
- Ciné-Relax : destiné aux publics en situation de handicap (troubles autistiques, polyhandicap, handicap mental ou psychique), ce dispositif rend les séances ordinaires accessibles à tous, dans un cadre bienveillant et adapté. Une équipe d’accueil formée est présente, le son est atténué et les comportements atypiques sont pleinement acceptés. Certaines séances sont proposées en SME (sous-titrage sourds et malentendants).
- Regards Documentaires : cette programmation met à l’honneur le cinéma documentaire à travers des œuvres apportant un éclairage sur des enjeux de société. Certaines projections sont suivies de temps d’échange avec des spécialistes ou les équipes des films.
- Opéra Live : Les 3 Pierrots proposent des retransmissions en direct ou en différé d’opéras et de ballets, dans sa grande salle.

## Architecture
Le projet de restructuration du bâtiment qui a duré deux ans, entre 2022 et 2024 a permet d’offrir une nouvelle identité au lieu. L’extension, pensée par les architectes, comme un signal urbain sur la rue du Mont-Valérien, se distingue par sa forme singulière, affirmant ainsi le caractère public et culturel de l’édifice. 
L’intervention vise à réconcilier monumentalité et accueil, en proposant une architecture à la fois affirmée et accueillante. Réorganisé autour d’un escalier monumental et de vastes surfaces vitrées, le bâtiment favorise la lumière naturelle, qui guide les déplacements des visiteurs et rythme la vie du lieu tel un diaphragme solaire. 
Les espaces d’accueil, de travail et de circulation ont été repensés pour offrir davantage de lieux de rencontre et de partage, prolongeant ainsi l’expérience culturelle au-delà des séances. La construction en pierre, en continuité avec l’histoire architecturale francilienne, participe à une démarche environnementale plus vertueuse, valorisant une filière en redéveloppement et affichant un bilan carbone réduit comparativement au béton.